# Penjoll bicònic talaiòtic
Un penjoll bicònic talaiòtic, també conegut com a llàgrima o dena bicònica talaiòtica és un objecte de bronze que es documenta en un gran nombre de jaciments funeraris de l'edat del bronze a Menorca (Illes Balears). En la periodització local, aquests objectes corresponen al moment final del període pretalaiòtic i a la fase inicial del període talaiòtic. Es tracta d'un dels objectes apareguts en contextos arqueològics menorquins més enigmàtics a causa de la seva forma i producció, així com pel desconeixement que se'n té del seu ús. És, per tant, un objecte arqueològic del qual encara se sap molt poca cosa.

## Material, producció i forma
Els penjolls bicònics talaiòtics estan realitzats majoritàriament en bronze, tot i que se n'han documentat també alguns de plom o amb un alt percentatge d'aquest metall. El seu nom ve donat per la seva propia forma i per l'engruiximent bicònic de la part central de la peça. La seva forma és molt característica i exclusiva: format per dos troncs de con units per la base, deixant un espai cònico-tubular que atravessa tota la seva longitud.
És molt probable que la producció d'aquest tipus de peces es fes amb un motlle de fundició de dues valves o, fins i tot, amb la tècnica de la cera perduda i a partir d'una peça única.
Algunes d'aquestes peces tenen una petita boleta a un dels seus extrems, també de metall i amb perforació de funció desconeguda.

## Investigacions al voltant dels penjolls bicònics
El primer autor que ens fa referència a aquests objectes és Joan Ramis i Ramis a la seva obra Antigüedades Célticas de la Isla de Menorca de l'any 1818. Els primers documents gràfics d'aquest tipus de peces els recull l'arqueòleg francès Émile Cartailhac el 1888 amb els dibuixos d'alguns d'aquests penjolls. El següent investigador en fer-ne referència serà Waldemar Fenn el 1950 a la seva obra Gráfica Prehistórica de España y el Origen de la Cultura Europea. Fenn ens dibuixa una d'aquestes peces i ens la descriu com un "pendiente tubular de bronce para adorno de peinado". A més ens comenta que és habitual la seva presència en coves i navetes d'enterrament i ens reafirma que "forman parte de los tocados que se fijaban como pendiente en los extremos de las trenzas al modo del tocado de la Dama de Elche".
L'any 1982 Cristòfol Veny fa una proposta tipològica arran de les seves excavacions a la necròpolis de Calescoves segons la morfologia de les peces. A la seva publicació Veny afirma que es tracta de penjolls i els situa cronològicament al voltant del segle viii aC.
Al voltant de la proposta de Veny, el 1999 un equip de la Universitat Autònoma de Barcelona treballà els penjalls bicònics segons la tipologia de Veny i amb relació a l'excavació que aquest equip realitzà a la Cova des Càrritx i concretament a l'espai d'Es Forat de Ses Aritges. Aquest equip afirma que aquestes peces serien més antigues que el proposa Veny i que el seu ús podria haver estat entorn els segles X i IX cal aC, tot comparant-los amb peces parescudes de la regió del Migdia francès.
Investigacions més recents com les desenvolupades per Lluís Plantalamor, Jaume Sastre i Sílvia Villalonga publicades l'any 2009 ens afirmen que aquests objectes podrien haver estat fabricats a partir de dos cossos units per la base o la carena i que cronològicament els podríem atribuir a cultures calcolítiques com ens plantejen amb la comparació que en fan amb aixovars funeraris megalítics del sud de França. Aquest equip arribà a aquesta conclusió a partir de l'excavació que realitzà al monument funerari de Son Olivaret i de les col·leccions del Museu Municipal de Ciutadella d'objectes procedents de la Cova de s'Alblegall.
El darrer estudi profund en relació als penjolls bicònics talaiòtics fou fet per l'arqueòleg Simón Gornés que publicà l'any 2018 les seves investigacions. En aquest treball Gornés fa un recull sobre les anteriors propostes i investigacions amb relació a aquests objectes, però també fa un estudi metal·lúrgic i una anàlisi morfomètrica proposant una nova tipologia. En aquest proposta divideix els objectes en dos grups segons les seves dimensions i pes. El grup A estaria format per penjolls amb una longitud d'entre 17 i 28mm i amplada entre 16 i 20mm, amb un pes entre els 6 i els 21gr. Per una altra part el grup B el formarien peces amb una longitud d'entre 61 i 83mm, amplada entre 27 i 35m i pes entre 36 i 68gr. Gornés ens afirma que aquesta diferència podria correspondre a la fabricació a partir de diferents tallers o artesans. Finalment aquest arqueòleg fa una reflexió sobre la seva possible funcionalitat, afirmant que amb les investigacions que s'han realitzat fins ara no es pot determinar quin ús tingueren. Tot i així qüestiona la proposta que pogués ser un penjoll a l'afirmar que les marques de desgast del tub que porten a alguns investigadors a dir que és causat per un cordell per anar penjat, podria no ser-ho. A més es pregunta quina és la funció de la petita bola esfèrica que acompanya aquests objectes i si tindria cap relació amb una funció ornamental. Gornés proposa, fins i tot, que podria haver tingut un altre tipus de moviment, com el de torsió, que també podría haver provocat aquestes marques a les peces. Així, tot i no descartar que pogués ser un simple penjoll decoratiu, proposa altres funcions com la de pes de teler, instrument musical o algun utensili similar a una fusaiola.

## Dispersió i llocs de troballa
Els penjolls bicònics talaiòtics es troben documentats tan sols a l'illa de Menorca. Se'n troben un gran nombre, però gairebé sempre en contextos funeraris i en diversa tipologia de monuments ja sigui en coves naturals amb mur ciclopi com en hipogeus de planta senzilla, protonavetes, navetes d'enterrament o en navetes d'habitació i jaciments domèstics pretalaiòtics. Alguns monuments on s'han documentat penjolls bicònics són:
- Calescoves: cova LXXVIII, hipogeus XI, XXI, LXXVIII i LXXX
- Cova d'Es Càrritx
- Es Forat de Ses Artiges
- Cova des Mussol
- Cova des Cap - Algendar Nou
- Protonaveta de Son Olivaret
- Cova des Pas
- Naveta de Sa Torreta de Tramuntana
- Naveta de La Cova
- Son Morell
- Naveta de Binipati
- Naveta de Binimaimut
- Talaiot de Trebalúger
- Naveta de Clariana